# 2011年日本

## 大事記
2011年日本：1月 - 2月 - 3月 - 4月 - 5月 - 6月 - 7月 - 8月 - 9月 - 10月 - 11月 - 12月

### 1月
- 1月9日，眾議員、自由民主黨總務會會長、前防衛大臣小池百合子訪問台灣兩天，並拜會中華民國總統馬英九。
- 1月14日，菅直人內閣改組，枝野幸男任官房長官，與謝野馨任經濟財政專任大臣，台裔參議員蓮舫二度留任行政革新大臣，兼負責食品安全和消費者事務。
- 1月26日，九州宮崎縣與鹿兒島縣交界處的新燃岳火山爆發，塵雲一度高達2500公尺，係有紀錄以來最大規模的噴發。
- 1月31日，民主黨前黨代表小澤一郎因政治資金案遭強制起訴。

### 2月
- 2月16日，外務大臣前原誠司和印度貿易部長在東京簽署自由貿易協定（Free Trade Area），兩國承諾在10年內取消雙邊逾九成貿易的關稅。
- 2月21日，中國送贈日本的兩頭大熊貓比力及仙女已到達東京都上野動物園，原定於3月可以讓公眾參觀，後來因地震影響而延遲公開時間。
- 2月26日，任天堂DS後繼遊戲機任天堂3DS開始發售。

### 3月
- 3月1日，前眾議員、防衛大臣久間章生及「日台安保對話促進會」成員訪問台灣五天，並拜會中華民國總統馬英九、立法院外交及國防委員會委員、與民主進步黨主席蔡英文。
- 3月10日，前首相海部俊樹訪問台灣三天，會見中華民國總統馬英九與立法院長王金平。
- 3月11日，14時46分，於東北地方外海三陸沖區域發生一次矩震級9.0的大型逆衝區地震。震央位於宮城縣首府仙台市以東的太平洋海域，震源深度測得數據為24.4公里（15.2英里），並引發最高37.9米的海嘯。此次地震是日本有觀測紀錄以來規模最大的地震，引起的海嘯也是最為嚴重的，加上其引發的火災和核外洩事故，導致全國性的地方機能癱瘓和經濟活動暫停，東北地方部份城市更遭受毀滅性破壞。
- 3月12日，在311地震中受到破壞的福島第一核電站1號機發生氫氣爆炸並造成核外洩事故，造成至少160人受到核輻射。華爾街日報
- 3月13日，九州島上新燃岳火山於下午3點45分左右，再度開始噴發[[[Wikipedia:格式手册/链接#章節|錨點失效]]]大約有4,000公尺高度的煙塵，夾帶著大量的火山灰與石頭。 中國時報
- 3月14日，上午11點01分，福島第一核電站3號機也因同樣問題而導致氫氣爆炸，相關單位隨後發出通報，附近方圓20公里內600多位居民全部室內避難。TVBS新聞台
- 3月24日，參議院繼眾議院後投票無異議通過「海外美術品等公開促進法」，台北國立故宮博物院文物將可順利赴東京展出。
- 3月27日，日本馬首次在杜拜世界盃勝出，由杜滿萊策騎的比薩勝駒力壓另一匹日本馬創升。
- 3月31日，法國總統尼古拉·萨科齐出訪日本，與首相菅直人相討核危機事件。

### 4月
- 4月10日，都道府縣地方首長與議員選舉。執政黨民主黨失利。
- 4月10日，連續第四次當選東京都知事的石原慎太郎宣布將申辦2020年夏季奧運，以東京之力帶動日本災後重建。
- 4月11日，日本駐台灣代表今井正大使致呈專函予中華民國總統馬英九閣下、行政院長吳敦義、 外交部長楊進添，傳達首相菅直人的感謝函，表示日本人對台灣人民以各種方式給日本人關懷及鼓勵心中滿懷感激。今井正並舉行記者會表達謝忱，他表示台灣各界，從幼稚園到八旬長者都寫了加油打氣的卡片送到日本交流協會，讓他深受感動，其中附有小卡片的一束花更是震撼了他的靈魂。
- 4月12日，原子能安全保安院將福島第一核電廠事故由國際核事件分級表的第五級上修至與1986年車諾比核電廠事故相當的第七級(Major accident)。
- 4月17日，美國國務卿希拉蕊·柯林頓赴日拜會明仁天皇、首相與外務大臣，表達美國對日本震災的慰問與堅定支持。
- 4月19日，日本前駐美國大使與日本職棒機構(Nippon Professional Baseball, NPB)總裁加藤良三訪問台灣四天，拜會總統馬英九與立法院院長王金平，代表日本首相與政府，對台灣政府與人民在日本強震後的踴躍捐輸及兩國堅定的友誼與感情，表達感謝。
- 4月20日，中華民國立法院院長王金平以最高民意機關首長身分率領「東日本震災台灣慰問訪日團」(前考試院長許水德、政务委员尹啟銘、立法院台日國會聯誼會會長李鴻鈞、台灣世界展望會代表、中華民國紅十字會代表、慈濟代表)訪問日本三天，代表政府與台灣人民把募得的款項捐給日本，拜會前首相麻生太郎、鳩山由紀夫、參議院議長西岡武夫、眾議院副議長衛藤征士郎、日華議員懇談會、北海道知事高橋晴美等，表達台灣對日本震災表達哀悼、慰問、關懷與激勵，也協助並期盼日本的救災與重建儘快完成。
- 4月21日，首相菅直人到訪地震重災區福島縣。此外福島第一核電站方圓20公里不准任何人進入範圍之內。
- 4月22日，日本防衛大臣北澤俊美在接受華爾街日報訪問時表示希望強化日本與美國、南韓與澳洲等盟國的軍事關係，以制衡中國的持續軍事擴張(尤其是海軍)。尤其在三一一大震後，日本更深切體認到堅定日美同盟的價值與重要性。赴日訪問的澳洲總理吉拉德也表示，日本自衛隊可能到澳洲接受共同實戰訓練，以因應中國愈發明顯的好戰態勢。[1][2]
- 4月22日，北海道動物園人員訪問台灣，並計畫最快今年9月致贈台北市立動物園一對丹頂鶴。丹頂鶴是瀕臨絕種的保育類動物，也將是日本丹頂鶴第一次到其他國家生活。[3]
- 4月27日，有「日圓先生」（Mr. Yen）之稱的前大藏省次官榊原英資抵台灣訪問。
- 4月29日，流亡印度的西藏精神領袖第十四世達賴喇嘛應邀赴日本東京參加為大地震死難者舉行49日的慰靈祈福法事。[4]
- 4月29日，享譽國際的日本寶塚歌劇團敲定將於2013年春首次前往台灣公演。[5][6]
- 4月30日，日本眾議院通過總額4兆日圓(485億美元)的震災復興緊急預算案，這是過去60年來日本規模最大公共建設的頭期款。[7]

### 5月
- 5月1日，安藤美姬在世界花樣滑冰單人賽中反勝2010年冬季奧林匹克運動會金牌得主金姸兒奪得冠軍[8]。
- 5月2日，日本參議院繼眾議院後通過總額4兆日圓(485億美元)的震災復興緊急預算案，這是過去60年來日本規模最大公共建設的頭期款。
- 總務省發表全國兒童人口數目只有1693萬人，連續30年下降[9]
- 5月4日燒肉連鎖店燒肉酒家惠比壽食物中毒事件，截至目前為止4死77人中毒送院，厚生動勞動省表示，將加強飲食業的規管[10]
- 5月4日，日本眾議院副議長衛藤征士郎(曾任防衛廳長官與外務副大臣，日華議員懇談會副會長)率團訪問台灣兩天，拜會總統馬英九、立法院長王金平，感謝台灣對震災的支援及協助。衛藤是1972年以來首位訪問台灣的日本參眾兩院正副議長。[11][12][13]

- 5月7日，日本前首相森喜朗率「日華議員懇談會」幹事長藤井孝男等25位跨黨派參眾議員訪問台灣兩天，會晤總統馬英九與台南市長賴清德，並參加烏山頭水庫日本技師八田與一紀念園區開幕。[14]
- 5月10日，首相菅直人宣佈停止領每個月的薪資，直到福島日本第一核電站的危機結束為止。[15]
- 5月13日，位於靜岡縣的濱岡發電廠的四號機組於14日停止運作。在停止運作期間將會建設防波堤，建設完成後才再次運作。[16]

### 6月
- 6月2日，眾議院對菅直人的不信任動議議決，在民主黨大部份議員反對下，以152票對293否決動議。支持動議的民主黨成員小澤一郎缺席。有兩名民主黨成員投下支持票。[17]
- 6月20日，由富士通生产、位于神户理化学研究所内的超级电脑「京」，以每秒八千万亿次运算，超越中國研發之天河一號獲得TOP500認可為世界上最快的超级電腦。[18][19][20][21]

### 7月
- 7月2日，東京都知事石原慎太郎與大阪府知事橋下徹在東京都廳開會，就大阪市成為副首都交換意見。對於副首都的功能雙方仍然有分歧。[22]
- 7月5日，特務擔當大臣松本龍在7月3日對宮城及岩手縣兩名知事表示「如不提出防災方案，政府將不會支援」，惹起災民不滿，在5日宣佈辭職，由平野達人接替[23]
- 7月18日，日本國家女子足球隊在2011年女子世界盃足球賽決賽面對美國隊，在兩度落後下，於120分鐘以2-2平手，在互射12碼階段，日本以3-1勝出，奪得首個女子世界盃冠軍，賽後澤穗希成為最有價值球員。[24]
- 7月24日中午，日本NHK及197間商業電視台(除宫城、福島、岩手縣外)結束模擬廣播。7月25日正式結束58年的模擬廣播的生涯。

### 8月
- 8月26日：菅直人宣布辭去首相職務。新華網（页面存档备份，存于）
- 8月29日：民主黨選出野田佳彥為黨魁，成為第95任首相，他在第二輪投票反先在首輪領先的海江田萬里等3名候選人當選。 [25]

### 9月
- 9月3日，颱風塔拉斯（日本名：颱風12號）在日本高知縣登陸，在風力減弱後預料帶來豪雨。[26]
- 9月10日，野田內閣上台後不到十天有首個閣員辭職，經濟產業大臣鉢呂吉雄在視察地震災後發表「死城」的言論惹來不滿，撤回言論後向首相野田佳彥請辭。[27]

## 逝世人物
- 1月17日：樱井真一郎，汽車工程師。
- 2月5日：永田洋子，前聯合赤軍領袖。
- 4月21日：田中好子，日本演員。
- 4月23日：大賀典雄，指揮家，新力公司高層。
- 4月25日：田中實，資深演員，曾被譽為「是最讓人信任的男人」，上吊自殺。
- 4月26日：宇野誠一郎，84歲，日本作曲家。
- 5月12日：上原美優，24歲，女藝人。
- 5月16日：兒玉清，77歲，日本演員、主持人、作家。
- 5月19日：長門裕之，77歲，日本演員。
- 6月9日：川上倫子，41歲，配音員。
- 7月28日：伊良部秀輝，42歲，日本棒球運動員。